# Huncowski Potok
Huncowski Potok, błędnie Jaszczerzyca (słow. Huncovský potok) – główny ciek wodny Doliny Huncowskiej w słowackich Tatrach Wysokich. Potok ma swoje źródła w Świstówce Huncowskiej, jednak na powierzchni pokazuje się dopiero na wysokości ok. 1400 m n.p.m., pod Niżnią Rakuską Przełęczą. Jego głównym, prawym dopływem jest Jaszczerzycki Potok, którego źródła znajdują się w odległości ok. 1 km na południowy wschód od Łomnickiego Stawu. Huncowski Potok wpada do Łomnickiego Potoku, jako jego lewy dopływ na wysokości ok. 900 m n.p.m., nieco powyżej Matlar.
Na niektórych mapach nazwa Jaszczerzyca zostaje błędnie użyta co do Huncowskiego Potoku. Błędne nazwy niemiecka Leitbach i węgierska Lejtő-patak dotyczą Jaszczerzyckiego Potoku.

## Szlaki turystyczne
– niebieski szlak zwany Łomnicką Pętlą od pośredniej stacji kolei linowej na Łomnicę (Start) przez rozdroże na Rakuskiej Polanie na Niżnią Rakuską Przełęcz, a stąd w dół do Doliny Łomnickiej nad Łomnicki Staw.
- Czas przejścia od stacji Start na Rakuską Polanę: 1:30 h, ↓ 1 h
- Czas przejścia z polany nad Łomnicki Staw: 1:30 h, ↓ 1 h

  – dolną częścią doliny, przez Huncowską Ubocz biegnie niebieski szlak z Matlar do Doliny Kieżmarskiej i do schroniska nad Zielonym Stawem. Czas przejścia z Matlar na Rzeżuchową Polanę: 1:45 h, ↓ 1:30 h